# Marvin Bagley III
Marvin Bagley III (Tempe, 14 de março de 1999) é um jogador norte-americano de basquete profissional que atualmente joga pelo Memphis Grizzlies da National Basketball Association (NBA).
Ele jogou basquete universitário pelo Duke Blue Devils e foi selecionado pelo Sacramento Kings como a 2º escolha geral no Draft da NBA de 2018.

## Carreira no ensino médio
Bagley frequentou a Corona del Sol High School em Tempe, Arizona como calouro e a Hillcrest Prep em Phoenix, Arizona em seu segundo ano. Durante esse segundo ano, ele foi companheiro de equipe de Deandre Ayton.
Em 2016, ele se transferiu para a Sierra Canyon School em Chatsworth, Califórnia. Ele foi considerado inelegível para jogar seu primeiro ano no Sierra Canyon devido às regras da Federação Interescolar da Califórnia (CIF). Essa decisão ajudaria a reclassificar seu último ano do ensino médio. Em sua última temporada pelo Sierra Canyon, ele teve médias de 24,9 pontos e 10,1 rebotes. Ele seria nomeado para a Primeira-Equipe da USA Today em 2017.

### Recrutamento
Bagley foi classificado como um recruta de cinco estrelas ao longo de sua carreira no ensino médio e foi anteriormente classificado como o melhor jogador da classe de 2018. Ele foi classificado como o recruta número 1 e o Ala-pivô número 1 na classe do ensino médio de 2017. Sua primeira oferta de bolsa de basquete universitário veio da Northern Arizona University quando ele tinha 14 anos.
Antes de começar o que seria seu último ano do ensino médio, Bagley se reclassificou para a classe de 2017. Em 14 de agosto de 2017, ele anunciou que se reclassificou com sucesso como graduado da Sierra Canyon e foi elegível para jogar basquete universitário em Duke durante a temporada de 2017-18. Ele se formou na Sierra Canyon em 1º de setembro de 2017 e foi para Duke depois de terminar o ensino médio uma semana depois.
| Nome | Cidade Natal                                  | Escola                    | Altura              | Peso            | Data         |
| --- | --------------------------------------------- | ------------------------- | ------------------- | --------------- | ------------ |
| Marvin Bagley III PF | Phoenix, AZ                                   | Sierra Canyon School (CA) | 6 ft 10 in (2.08 m) | 220 lb (100 kg) | Aug 14, 2017 |
| Marvin Bagley III PF | Recrutamento: Rivals: Scout: 247Sports: ESPN: |                           |                     |                 |              |
| Rankings: Scout: 1º \| Rivals: 2º \| 247Sports: 1º \| ESPN: 1º                                                                                                |                                               |                           |                     |                 |              |
| - Nota: Em muitos casos, Scout, Rivals, 247Sports e ESPN podem entrar em conflito em suas listas de altura e peso, nestes casos, a média foi obtida. - Fonte: |                                               |                           |                     |                 |              |

## Carreira universitária

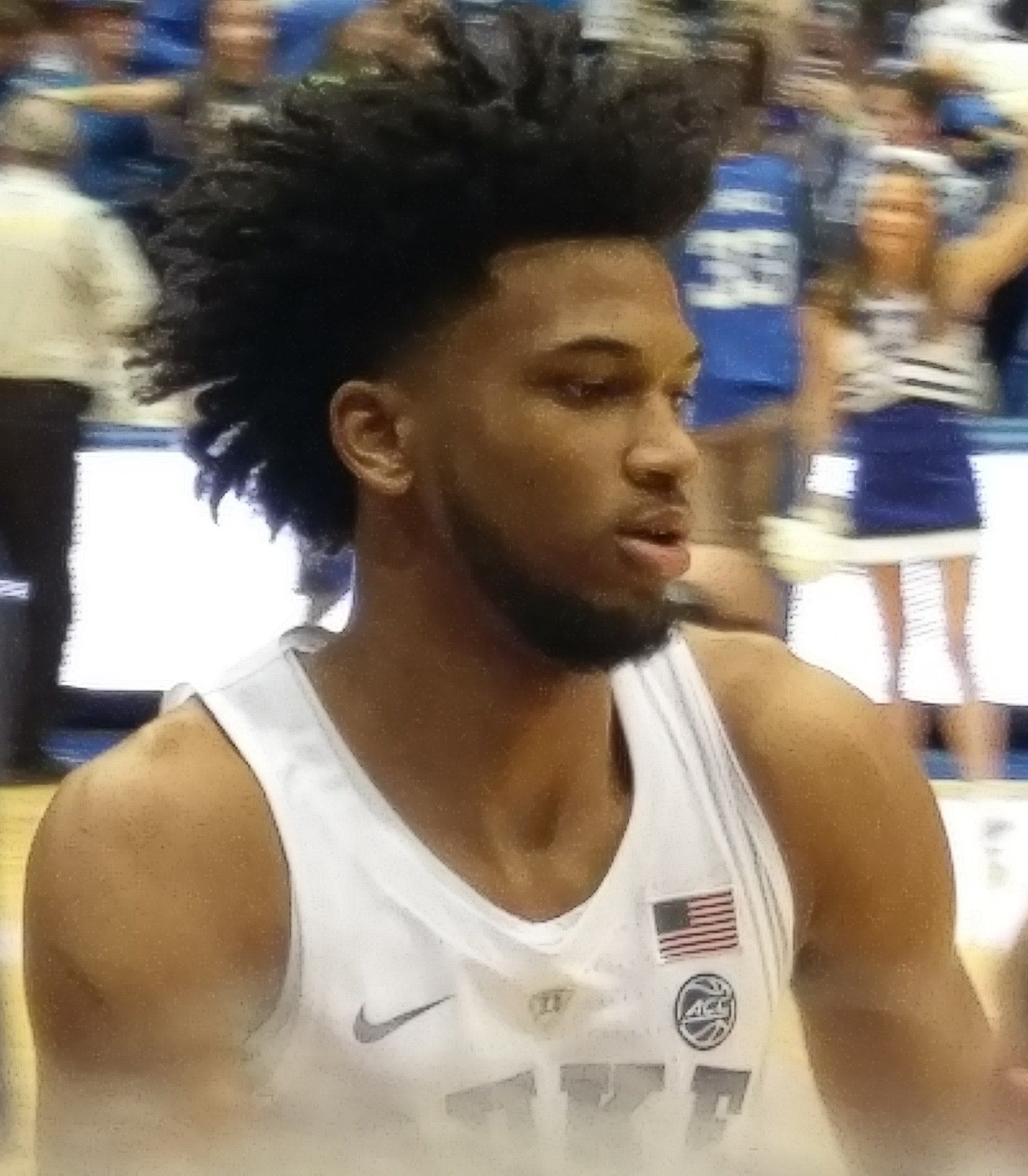
Bagley em 2018

Em 10 de novembro de 2017, Bagley fez sua estreia por Duke e registrou 25 pontos e 10 rebotes em uma vitória sobre a Elon University. Em 13 de novembro de 2017, ele foi nomeado o Novato da Semana do ACC. Em 24 de novembro, Bagley registrou 34 pontos e 15 rebotes, um recorde por um calouro de Duke, ao derrotar Texas por 85-78.
Em 29 de novembro de 2017, Bagley registrou 23 pontos e 10 rebotes na vitória por 91-81 contra Indiana. Em 30 de dezembro, ele registrou 32 pontos e 21 rebotes na vitória por 100-93 sobre Florida State. Com 30 pontos e 11 rebotes em uma vitória por 89-71 sobre Wake Forest em 13 de janeiro de 2018, ele se tornou o recordista da ACC com mais duplos-duplos de 30 pontos e 10 rebotes em uma temporada. Em 15 de janeiro de 2018, Bagley ganhou seu quinto prêmio de Novato da Semana da ACC. Em 3 de março de 2018, ele teve 21 pontos e 15 rebotes na vitória por 74-64 sobre North Carolina Tar Heels.
No final da temporada regular, Bagley foi nomeado o Novato do Ano e o Jogador do Ano da ACC. Após a derrota de Duke no Torneio da NCAA de 2018, ele anunciou sua intenção de renunciar às três últimas temporadas de elegibilidade universitária e se declarar para o Draft da NBA de 2018.

## Carreira profissional

### Sacramento Kings (2018–2022)

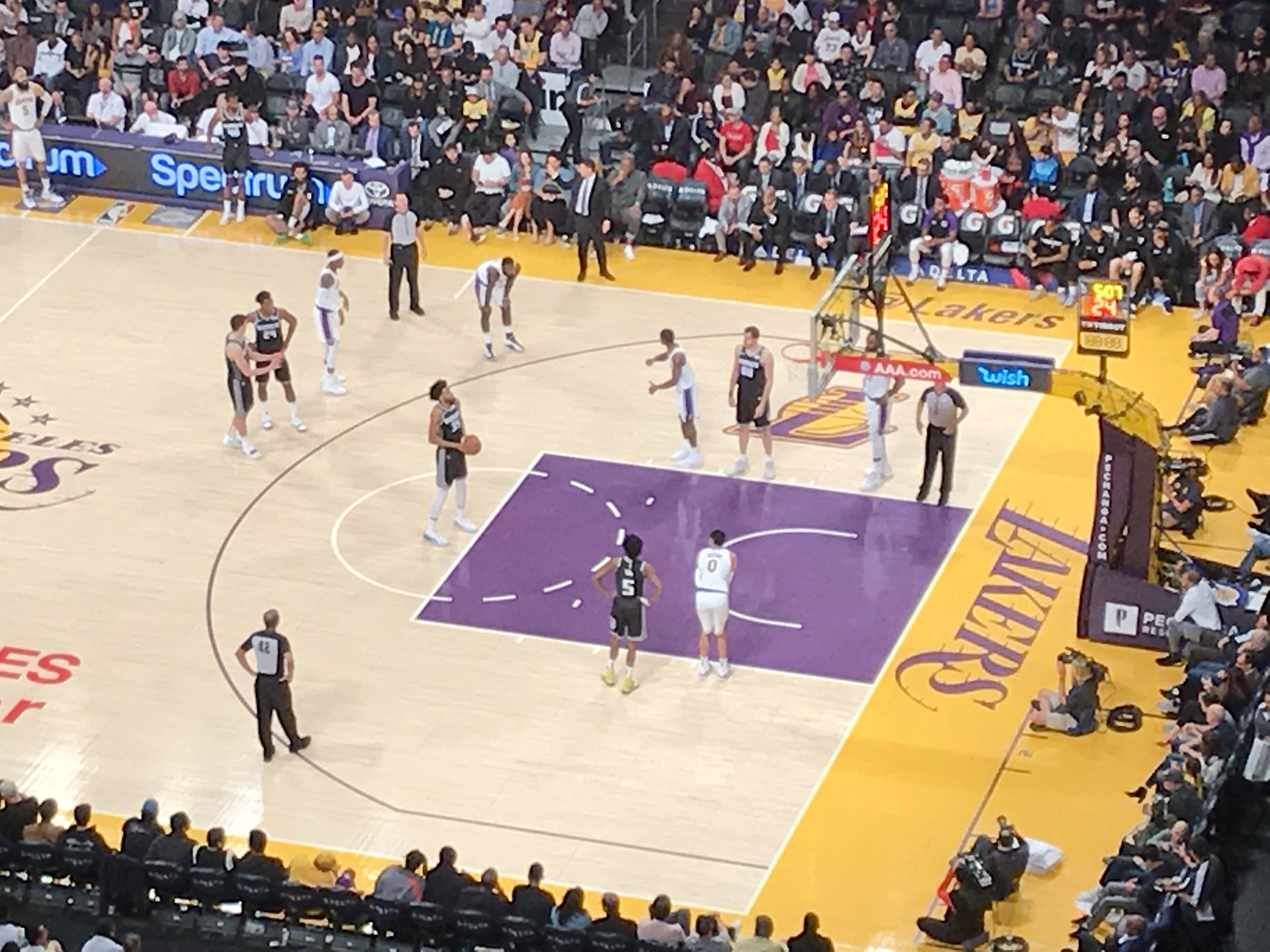
Bagley cobrando um lance livre contra o Los Angeles Lakers em março de 2019

Em 21 de junho de 2018, Bagley foi selecionado pelo Sacramento Kings como a segunda escolha geral no draft da NBA de 2018. Em 1º de julho de 2018, ele assinou um contrato de 4 anos e US$36 milhões com os Kings.
Em 17 de outubro de 2018, Bagley fez sua estreia profissional e registrou 6 pontos e 5 rebotes em apenas 12 minutos em uma derrota por 123-117 para o Utah Jazz. Em seu jogo seguinte, ele registrou 19 pontos, 8 rebotes, 3 assistências e 3 bloqueios em uma derrota por 149-129 para o New Orleans Pelicans. Em 24 de novembro, Bagley teve um duplo-duplo de 20 pontos e 17 rebotes em uma derrota por 117-116 para o Golden State Warriors. Durante sua segunda partida contra os Warriors em 14 de dezembro, ele torceu o joelho esquerdo, o que o afastou por 11 jogos.
Em 24 de outubro de 2019, Bagley foi diagnosticado com uma fratura no polegar direito e esperava-se que fosse afastado das quadras por cerca de quatro a seis semanas. Ele jogou em apenas 13 jogos antes da temporada ser suspensa devido à pandemia do COVID-19 em 11 de março de 2020.
Em 4 de dezembro de 2020, o Sacramento Kings anunciou que havia exercido sua opção de renovação no contrato de Bagley.
Antes do início da temporada de 2021-22, os Kings informaram a Bagley que ele não faria parte da rotação depois de não conseguir uma extensão de contrato.

### Detroit Pistons (2022–2024)
Em 10 de fevereiro de 2022, Bagley foi negociado com o Detroit Pistons como parte de uma troca de quatro equipes que enviou Donte DiVincenzo, Josh Jackson e Trey Lyles para os Kings.
Em 14 de fevereiro, Bagley fez sua estreia nos Pistons e registrou 10 pontos, oito rebotes e uma assistência na derrota por 103-94 para o Washington Wizards.
Em 6 de julho de 2022, Bagley assinou novamente com os Pistons em um contrato de 3 anos e US$ 37,5 milhões. Em 25 de fevereiro de 2023, depois de perder mais de um mês devido a uma lesão na mão, Bagley registrou 21 pontos e 18 rebotes durante uma derrota por 95-91 para o Toronto Raptors.

### Washington Wizards (2024–Presente)
Em 14 de janeiro de 2024, Bagley foi negociado, junto com Isaiah Livers e futuras considerações de draft, com o Washington Wizards em troca de Danilo Gallinari e Mike Muscala.

## Estatísticas da carreira

### NBA

#### Temporada regular
| Ano      | Equipe     | PJ  | PT  | MPJ  | AP   | 3P   | LL   | RT  | AS  | BR | TO  | PPJ  |
| -------- | ---------- | --- | --- | ---- | ---- | ---- | ---- | --- | --- | -- | --- | ---- |
| 2018–19  | Sacramento | 62  | 4   | 25.3 | .504 | .313 | .691 | 7.6 | 1.0 | .5 | 1.0 | 14.9 |
| 2019–20  | Sacramento | 13  | 6   | 25.7 | .467 | .182 | .806 | 7.5 | .8  | .5 | .9  | 14.2 |
| 2020–21  | Sacramento | 43  | 42  | 25.9 | .504 | .343 | .575 | 7.4 | 1.0 | .5 | .5  | 14.1 |
| 2021–22  | Sacramento | 30  | 17  | 21.9 | .463 | .242 | .745 | 7.2 | .6  | .3 | .4  | 9.3  |
| 2021–22  | Detroit    | 18  | 8   | 27.2 | .555 | .229 | .593 | 6.8 | 1.1 | .7 | .4  | 14.6 |
| 2022–23  | Detroit    | 42  | 25  | 23.6 | .529 | .288 | .750 | 6.4 | .9  | .5 | .7  | 12.0 |
| 2023–24  | Detroit    | 26  | 10  | 18.4 | .591 | .167 | .820 | 4.5 | 1.0 | .2 | .5  | 10.2 |
| 2023–24  | Washington | 24  | 15  | 24.0 | .581 | .471 | .708 | 8.1 | 1.2 | .6 | .8  | 13.3 |
| Carreira | Carreira   | 258 | 127 | 24.0 | .524 | .279 | .711 | 6.9 | .9  | .4 | .6  | 12.8 |

### Universitário
| Ano     | Equipe | PJ | PT | MPJ  | AP   | 3P   | LL   | RT   | AS  | BR | TO | PPJ  |
| ------- | ------ | -- | -- | ---- | ---- | ---- | ---- | ---- | --- | -- | -- | ---- |
| 2017–18 | Duke   | 33 | 32 | 33.9 | .614 | .397 | .627 | 11.1 | 1.5 | .8 | .9 | 21.0 |

Fonte:

## Vida pessoal
Bagley tem dois irmãos mais novos: Marcus e Martray. Seu pai, Marvin Jr., jogou futebol americano universitário em North Carolina A&T e profissionalmente no Arizona Rattlers. O irmão mais novo de Bagley, Marcus joga em Arizona State. 
Enquanto morava na área de Los Angeles, Bagley foi voluntário na Hoops with Heart, uma organização sem fins lucrativos da cidade que beneficia jovens carentes. Ele também é neto do ex-jogador profissional de basquete, Joe Caldwell, que foi a segunda escolha geral no draft da NBA de 1964.

Além do basquete, Bagley é rapper e artista de hip hop. Ele é conhecido por escrever seus próprios raps em seu tempo livre e criar uma variedade de músicas. Seu álbum "Big Jreams" foi lançado em 24 de agosto de 2019 e tem as participações de Iman Shumpert e Famous Los.